# Drudle

Drudle nr 1

Drudle to rodzaj rozrywki polegającej na rysowaniu prostych, pozornie nic nie przedstawiających rysunków, a następnie dopasowywaniu do nich znaczeń (co mogłyby przedstawiać). Przykładowo, na obrazku przedstawionym obok można się dopatrzeć „Meksykanina smażącego jajecznicę z dwóch jaj (widzianego z góry)” albo „lampki na biurko (widzianej od dołu)”. Granice skojarzeń wyznaczają sobie sami uczestnicy zabawy.